# 김강우 (래퍼)
김강우(1998년 ~ )는 대한민국의 래퍼다.

## 방송
- 고등래퍼 1 (2017) - Top18(18위)
- 쇼미더머니 8 (2019) - 2차 예선 탈락

## 음반
- MIRROR (2023)

### 730-6
- @livethuglife (2022)

## 작사
- J.Boiz <Bring Da (Feat. Musk) (Bonus)> (2019)
- J.Boiz <시차 (Feat. Musk) (Bonus)> (2019)